# 稲田祐介
稲田 祐介（いなだ ゆうすけ、1977年8月2日 - ）は、兵庫県出身のフットサル選手。ポジションはピヴォ。

## 経歴
サッカー選手としてはルネス学園金沢サッカークラブやトヨタ蹴球団でプレーし、1997年には第52回国民体育大会（なみはや国体）に出場した。

### 地域リーグ時代
2001年の第6回全日本フットサル選手権大会では、1977年生まれの選手を中心に構成されたBorn’77（東海地区・愛知県）の一員として出場し、同学年の金山友紀や三輪修也らとともにプレーして3位となった。2002年にはスエルテBANFF（東海地区）の一員として第7回全日本選手権に出場し、同年にCASCAVEL TOKYO（現ASVペスカドーラ町田）に移籍。2007年3月のFUTSAL地域チャンピオンズリーグを最後に現役引退する予定だったが、2007年夏のFリーグ開幕に合わせてバルドラール浦安フットボールサラに移籍した。

### Fリーグ
Fリーグ初年度の2007-08シーズンは20試合に出場して17得点し、バルドラール浦安は名古屋オーシャンズに次ぐ2位となった。2008年の全日本選手権では優勝し、得点王と最優秀選手にも選ばれた。2008年9月には大会前に負傷した高橋健介に代わってブラジルワールドカップに招集された。2008-09シーズンにはFリーグ得点王とベスト5をダブル受賞。このシーズンのバルドラール浦安からは優勝した名古屋オーシャンズを差し置いて3人（稲田、川原永光、小宮山友祐）がベスト5に選出された。2010年4月にバルドラール浦安を退団し、

### キャリア晩年
2011年5月には北信越フットサルリーグのビークスキムラフットサルクラブ（現：ヴィンセドール白山）に移籍。2012年には関東フットサルリーグのファイルフォックス府中に加入。2012年シーズン第2節のカフリンガ東久留米戦でデビューし、いきなりパワープレー時のゴレイロ役という難題をこなした。
2013年5月には関東リーグのカフリンガ東久留米に移籍。2015年には東京都オープンリーグ（東京都4部）の闘魂に移籍。闘魂は「フットサル界のセルジオ越後」こと難波田治（ファイルフォックスで4度全日本選手権優勝、元日本代表）が立ちあげたクラブであり、元Fリーガーや元ファイルフォックスの選手が数多く在籍している。

## 所属クラブ

### 選手
サッカー
- ルネス学園甲賀サッカークラブ
- トヨタ蹴球団

フットサル
- 2000年-2001年 Born’77（東海リーグ）
- 2001年-2002年 スエルテBANFF（東海リーグ）
- 2002年-2007年 CASCAVEL TOKYO（関東リーグ）
- 2007年-2010年 バルドラール浦安（Fリーグ）
- 2010年-2011年 ASVペスカドーラ町田（Fリーグ）
- 2011年-2012年 ビークスキムラフットサルクラブ（北信越リーグ）
- 2012年-2013年 ファイルフォックス府中（関東リーグ）
- 2013年-2015年 カフリンガ東久留米（関東リーグ）
- 2015年- 闘魂（東京都リーグ）

### 指導者
- CASCAVELバイラリーナス
- ビークスキムラフットサルクラブ
- バルドラール浦安スクールコーチ
- カフリンガBOYSコーチ
- La-puerta-junto ladies監督
- Revolution監督
- フレンドリーフットサルクラブ監督

## タイトル
- 関東フットサルリーグ : 2005
- 関東フットサルリーグ得点王 :
- 関東フットサルリーグベスト5 :
- Fリーグ得点王 : 2008-09
- Fリーグベスト5 : 2008-09
- 全日本フットサル選手権 : 2008
- 全日本フットサル選手権得点王 : 2008
- 全日本フットサル選手権最優秀選手 : 2008

## 代表歴
- 日本代表

2004・2008 AFCフットサル選手権出場、2008 FIFAフットサルワールドカップ出場

## 個人成績
| 国内大会個人成績 | 国内大会個人成績 | 国内大会個人成績 | 国内大会個人成績 | 国内大会個人成績             | 国内大会個人成績 | 国内大会個人成績 | 国内大会個人成績 | 国内大会個人成績 | 国内大会個人成績 | 国内大会個人成績 | 国内大会個人成績 |
| 年度             | クラブ           | 背番号           | リーグ           | リーグ戦                     | リーグ戦         | リーグ杯         | リーグ杯         | オープン杯       | オープン杯       | 期間通算         | 期間通算         |
| 年度             | クラブ           | 背番号           | リーグ           | 出場                         | 得点             | 出場             | 得点             | 出場             | 得点             | 出場             | 得点             |
| 日本             | 日本             | 日本             | 日本             | リーグ戦                     | リーグ戦         | オーシャン杯     | オーシャン杯     | 全日本選手権     | 全日本選手権     | 期間通算         | 期間通算         |
| ---------------- | ---------------- | ---------------- | ---------------- | ---------------------------- | ---------------- | ---------------- | ---------------- | ---------------- | ---------------- | ---------------- | ---------------- |
| 2007-08          | 浦安             | 20               | Fリーグ          | 20                           | 17               |                  |                  |                  |                  |                  |                  |
| 2008-09          | 浦安             | 20               | Fリーグ          | 21                           | 21               |                  |                  |                  |                  |                  |                  |
| 2009-10          | 浦安             | 20               | Fリーグ          | 27                           | 15               |                  |                  |                  |                  |                  |                  |
| 2010-11          | 町田             | 20               | Fリーグ          | 16                           | 9                |                  |                  |                  |                  |                  |                  |
| 2011             | ビークス         |                  | 北信越           |                              |                  |                  |                  |                  |                  |                  |                  |
| 2012             | FIRE FOX         |                  | 関東             |                              |                  |                  |                  |                  |                  |                  |                  |
| 2013             | 東久留米         |                  | 関東             |                              |                  |                  |                  |                  |                  |                  |                  |
| 2014             | 東久留米         |                  | 関東             |                              |                  |                  |                  |                  |                  |                  |                  |
| 2015             | 闘魂             |                  | 東京都4部        |                              |                  |                  |                  |                  |                  |                  |                  |
| 通算             | 日本             | 日本             | Fリーグ          | \|\|\|\|\|\|\|\|\|\|\|\|\|\| |                  |                  |                  |                  |                  |                  |                  |
| 通算             | 日本             | 日本             |                  | \|\|\|\|\|\|\|\|\|\|\|\|\|\| |                  |                  |                  |                  |                  |                  |                  |
| 総通算           | 総通算           | 総通算           | 総通算           | \|\|\|\|\|\|\|\|\|\|\|\|\|\| |                  |                  |                  |                  |                  |                  |                  |